# Піцунда-Мюссерський заповідник
Піцунда-Мюссерський заповідник розташовується в приморській частині західної Абхазії, займаючи частину Піцундською півострова, і на схилах Мюссерської височини. Площа заповідника становить 3,761 тис. га. Ліс сосни піцундської вперше було взято під охорону в 1885 році. У заповіднику охороняються гаї реліктових: сосни пицундської та самшиту колхідського, розташовані на рівнинній частині півострова, і нагірні діброви з дуба іберійського, місцями з суничним деревом червоним, що досягає тут до 1 м в діаметрі і 16 м висоти, деревовидним вереском до 7 м висоти. Це єдине місце його зростання на території колишнього СРСР, як і підладанника червоного.

## Клімат
Клімат на території заповідника теплий, вологий, субтропічного типу, з рисами середземноморського, що характерно для місць зростання сосни піцундської. Далі на південний схід і вище 300 метрів над рівнем моря вона не росте. Середньорічна температура повітря дорівнює +14,9 °C, середньо-січнева +5 °C, абсолютний мінімум −13 °C. Вологість повітря від 60% до 90%.
Особливо слід відзначити повторюваність (в середньому кожні 30 років) шторму в 8-9 балів, який руйнує і затоплює берег, що викликає загибель багатьох екземплярів сосни та самшиту. Якщо з півдня на ліс наступає море, то з півночі, в результаті природної зміни рослинності наступають колхідські елементи флори і ліс сосни піцундської поступово звужується.

## Рослинність
На території заповідника проживає понад 800 видів рослин, серед яких багато колхідських ендемічних (обмежених у своєму поширенні відносно невеликою областю) і реліктових, 20 з яких були занесені до Червоної книги СРСР. Піцунда-Мюссерський заповідник — перший заповідник у СРСР, для якого було складено карту рослинності.
З деревних і чагарникових тут зустрічаються: сосна піцундська, самшит колхідський, лапіна крилоплідна, верес деревоподібний, які є переважаючими в фітоценозах (рослинних співтовариствах на відносно однорідних ділянках, що перебувають у складних взаєминах один з одним, з тваринами і з навколишнім середовищем). З трав'янистих слід відзначити особливо красиву і рідкісну приморську лілію, морозник кавказький, іглицю колхідську, кілька орхідних, королівська папороть, і єдиного представника тропічної родини рафлезіевих — підладанник червоний, для якого Мюссерські пагорби — єдине місце зростання на території колишнього Радянського Союзу, як і для вересу деревовидного.

## Фауна
Фауна заповідника не дуже багата, адже він знаходиться в лещатах антропогенного (людського) пресингу. У холодні зими сюди спускаються козулі. Колхідського фазана, настільки характерного раніше для заповідника, вже немає. Тут проходить міграційний шлях багатьох перелітних птахів. Рідко зустрічається черепаха середземноморська, частіше болотяна, із змій — занесені до Червоної книги кавказька гадюка і ескулапів полоз.